# Rontal (Kanton Luzern)

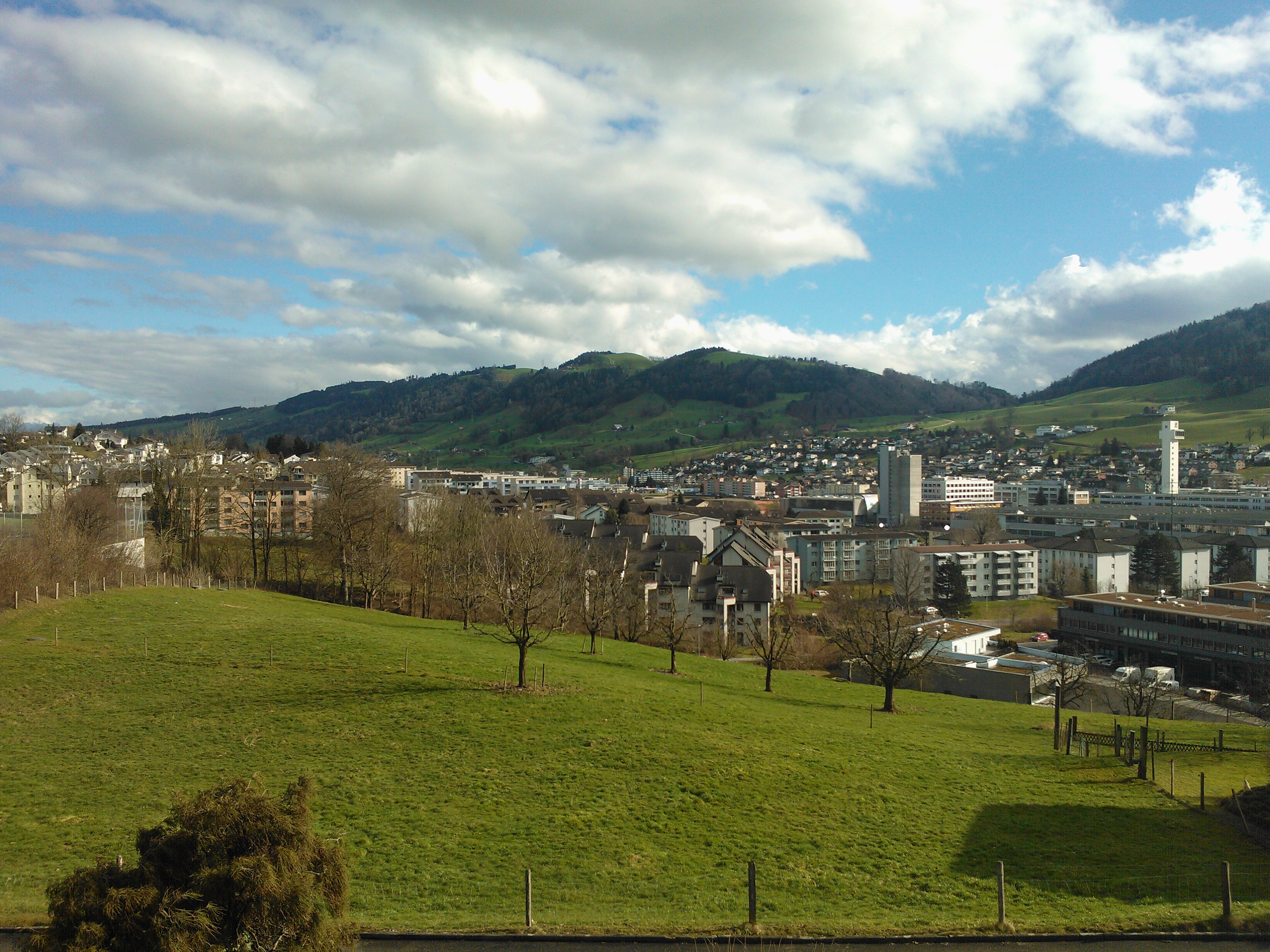
Blick von Buchrain auf das östliche Rontal.

Das Rontal ist ein Tal im Kanton Luzern, das sich zwischen dem Rotsee und der Mündung des namensgebenden Gewässers Ron in die Reuss erstreckt.

## Geographie und Geologie
Das Rontal verläuft ab dem Rotsee in nordöstlicher Richtung parallel zum Reusstal und endet in Root nach rund 7 Kilometer in diesem. Die Gemeinden Ebikon, Dierikon und Root liegen in der Talsohle und werden von der Ron durchflossen. Am nördlichen Hang des Rontals liegt die Gemeinde Buchrain, deren südliche Grenze entlang der Ron verläuft.
Geologisch gesehen liegt das Rontal auf der Grenze zwischen den Alpen und dem Mittelland, weshalb das Tal gegen Norden durch eher sanfte Erhebungen begrenzt wird, während im Süden Steilhänge vorhanden sind.
Ein Grossteil des Bodens enthält Nagelfluh- und Sandsteinvorkommen, letztere wurden im 19. und 20. Jahrhundert in grossen Mengen entlang des Rooterbergs abgebaut.

## Verkehr

### Strassen
Durch das Rontal verläuft die Kantonsstrasse K 17 Luzern–Honau, welche die Hauptverkehrsader des Rontals darstellt und Teil der Hauptstrasse 4 ist. Über die K 65 und die K 65b ist das Rontal ab Ebikon bzw. Dierikon bei der Ausfahrt Buchrain an die Autobahn A14 angeschlossen. Unmittelbar am nördlichen Ende des Rontals befindet sich zudem der Autobahnanschluss Gisikon-Root. Weiterhin ist das Rontal über die K 17b Dierikon–Udligenswil durch das Götzetal erreichbar.

### Öffentlicher Verkehr
Im Rontal befinden sich mit den Bahnhöfen Ebikon und Gisikon-Root sowie den Haltestellen Buchrain und Root D4 insgesamt vier Bahnhaltepunkte. Sie werden alle durch die S-Bahn-Linie S1 Baar–Luzern–Sursee im Halbstundentakt bedient.
Beim Bahnhof Ebikon besteht ein Bushub, der von der Trolleybuslinie 1 Obernau–Kriens–Luzern Bahnhof–Ebikon Fildern sowie den Buslinien 22 Ebikon Bahnhof–Perlen–Gisikon-Root Bahnhof, 23 Ebikon Bahnhof–Root–Gisikon Weitblick, 26 Ebikon Ottigenbühl–Adligenswil–Luzern Brüelstrasse, 30 Littau–Kantonsspital–Ebikon Bahnhof und 111 Ebikon–Inwil–Waldibrücke bedient wird.
Der Bahnhof Gisikon-Root wird durch Buslinien aus Sins, Rotkreuz und dem Seetal bedient. Eine weitere ÖV-Verbindung besteht mit der Linie 529 Küssnacht am Rigi–Root D4.

## Wirtschaft
Im Rontal haben sich verschiedene grössere Firmen angesiedelt. Dazu gehören unter anderem die Fabrik der Schindler Aufzüge und die Migros, mit dem Sitz der regionalen Genossenschaft Migros Luzern sowie dem Verteilzentrum. Weiterhin existieren zwischen Ebikon und Root fast durchgehend Gewerbegebiete entlang der Hauptstrasse, darunter das D4 Business Village und das Gebiet Fildern in unmittelbarer Nähe zum Einkaufszentrum Mall of Switzerland. Das Rontal hat eine wöchentlich erscheinende Lokalzeitung namens rontaler, die über Wirtschaft, Politik und Gesellschaft aus der Region berichtet.

## Kantonaler Entwicklungsschwerpunkt
Im Februar 2001 wurde mit der Richtplanung für den kantonalen Entwicklungsschwerpunkt Rontal begonnen, wobei neben dem Kanton Luzern auch die im Rontal liegenden Gemeinden Ebikon, Dierikon, Buchrain und Root sowie die wichtigsten Grundeigentümer beteiligt sind.
Heute wird der Entwicklungsschwerpunkt analog zu den übrigen Entwicklungsschwerpunkten in der Agglomeration Luzern nach geographischer Lage vom Zentrum von Luzern meist Luzern Ost genannt und die Planungsaufgaben vom Gemeindeverband LuzernPlus durchgeführt. Neben den bereits erwähnten Planungspartnern sind auch die angrenzenden Gemeinden Gisikon, Honau und Inwil in der Entwicklung des Gebietes Luzern Ost involviert.
Mit den geplanten beziehungsweise inzwischen realisierten Projekten im Rontal soll die Anzahl der Einwohner von 25'500 im Jahr 2016 bis 2030 auf 38'500 Personen steigen. Die Anzahl Arbeitsplätze im Perimeter soll in derselben Zeit von 16'000 auf 23'000 zunehmen. Um die damit verbundene Verkehrszunahme bewältigen zu können, wurde das Gesamtverkehrskonzept Luzern Ost entwickelt, welches zwischen Januar und März 2018 zur öffentlichen Mitwirkung auflag.